# Lugovoj (ort)
Lugovoj (kazakiska: Lūgovoy, ryska: Луговой) är en ort i Kazakstan.   Den ligger i oblystet Zjambyl, i den sydöstra delen av landet, 900 km söder om huvudstaden Astana. Lugovoj ligger 687 meter över havet och antalet invånare är 10 422.
Terrängen runt Lugovoj är platt, och sluttar norrut. Runt Lugovoj är det mycket glesbefolkat, med 6 invånare per kvadratkilometer. Närmaste större samhälle är Kulan, 4,8 km sydväst om Lugovoj. Trakten runt Lugovoj består i huvudsak av gräsmarker.